# Paul Egwuonwu
Paul Egwuonwu (ur. 5 stycznia 1991) – amerykański koszykarz, występujący na pozycji środkowego.
19 czerwca 2017 został zawodnikiem zespołu PGE Turowa Zgorzelec. 14 września opuścił klub, jeszcze przed rozpoczęciem sezonu regularnego.

## Osiągnięcia
Stan na 19 czerwca 2017, na podstawie, o ile nie zaznaczono inaczej.
College
- Mistrz konferencji Scenic West (2012)

Drużynowe
- Finalista pucharu BBL (2015)[5]